# Isidor Chicet

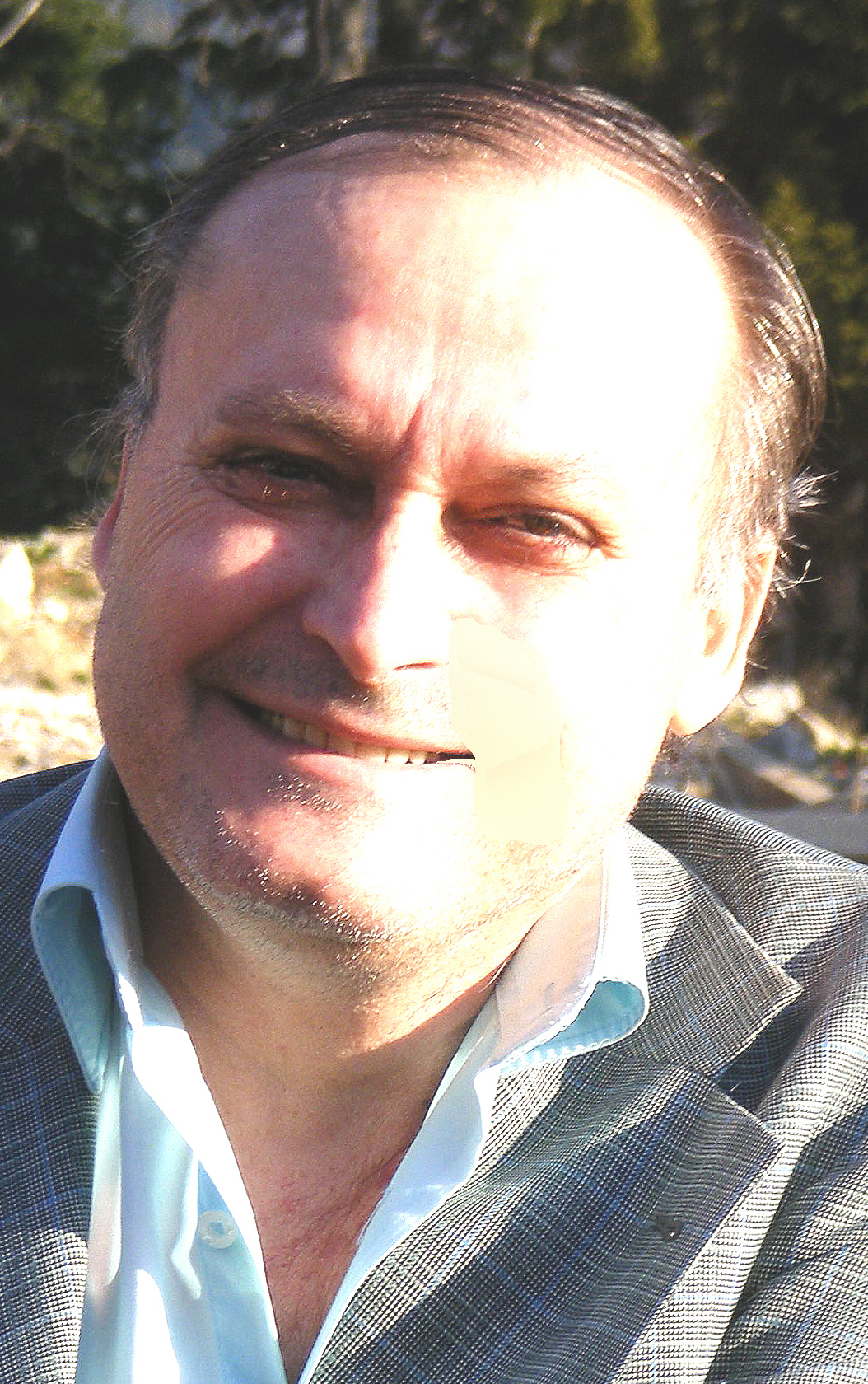
Isidor Chicet

Isidor Chicet (20 octombrie 1956 - 18 martie 2023) a fost un prozator, dramaturg și etnolog român. 
De-a lungul unei cariere de scriitor cu aproape 4 decenii de activitate, s-a remarcat, mai ales, drept unul din cei mai notabili și apreciați etnologi din zona Olteniei. 
In anul 2006 a apărut in Dicționarul biografic al literaturii române, vol. I (A-L), Pitești, Editura Paralela 45.
De asemenea a fost membru al Uniunii Scriitorilor, filiala Craiova.

## Copilăria și adolescența
S-a născut pe 20 octombrie 1956, în satul Șcheia, comuna Al. Ioan Cuza, județul Iași.

## Studii și activitate profesională
A studiat la Liceul de Artă Pitești (1971-1975) si la Universitatea Tehnică Petroșani (1977-1982).
In perioada 1982-1994 a ocupat funcția de inginer, mai întâi la Rodna (1982-1983) iar mai apoi la Orșova (1983-1994).
Timp de trei ani a fost librar al editurii Humanitas (1994-1997) la Drobeta Turnu-Severin.
A fost director la Centrul Județean de Conservare și Valorificare a Tradiției și Creației Populare Mehedinți (1997-2002) iar mai apoi Șef de Secție (Creație Populară) la Centrul Cultural Mehedinți, din aprilie 2002 pana in iunie 2009.
În literatură este cunoscut ca și membru al Uniunii Scriitorilor – Filiala Craiova. În etnologie, s-a remarcat ca Redactor-șef al publicației „Răstimp” – revista de cultură și tradiție populară a județului Mehedinți, pe care a înființat-o la 1 ianuarie 1998, cea mai longevivă revistă de cultură din județul Mehedinți, de după Revoluția din Decembrie 1989. Sub conducerea lui Isidor Chicet, în 15 ani de apariție neîntreruptă s-au tipărit 60 de numere. De asemenea este Doctor al Universității București cu teza „Rituri de întemeiere în ceremonialul nupțial mehedințean”(2009, coordonator Ion Ghinoiu, referenți Petru Ursache, Iordan Datcu și Ion Pogorilovschi).
Prezent în “Dicționarul etnologilor din România”, publicat de Iordan Datcu, Isidor Chicet este considerat principalul etnolog contemporan al Mehedințiului, fiind autorul mai multor studii și comunicări științifice tipărite în câteva volume de etnologie.

## Scrieri (selecție)
Literatura:
-Măgura cu fagi - povestiri, Ed. Junimea, Iași, 1991
-Iosua - teatru, Ed. Fundației Culturale „I. D. Sârbu”, Petroșani, 1995; 
-Transfug la Orșova - carte-document, Ed. Timpul, Iași, 1996;
-Înmulțirea greierilor, Ed. Marineasa, Timișoara, 1997;
-Clopotele dinspre ziuă / căutări de Dumnezeu, Ed. Prier, Turnu-Severin, 1998;
-Cetatea interzisă '-teatru, ediție bilingvă română-franceză, Inspectoratul pentru Cultură Mehedinți, Turnu-Severin, 1999;
-Homo Carpaticus sau 7 încercări imaginare de regăsire a ființei românești, Centrul Județean al Creației Populare Mehedinți, Turnu-Severin, 1999;
-Călătorie către Sfânta Maria / însemnările unui pelerin la Czestochowa, Ed. Radical, Turnu-Severin, 2000;
-A Doua Venire - teatru, ediție bilingvă română-engleză, versiunea engleză Ioana Fruntelată, Ed. Radical, Turnu-Severin, 2001;
-Ultimul refugiu / povestiri montane, Editura Prier, Drobeta Turnu-Severin, 2002; ediția a doua, Ed. Prier, Drobeta Turnu Severin, 2007;
-Fata de la schit - roman, Ed. Prier, Turnu Severin, 2004;
-Tagma mincinoșilor - povestiri pescărești, Ed. Prier, Turnu Severin, 2006.
Etnologie:
-Interpreți din Mehedinți, C.J.C.P. Mehedinți, Drobeta Turnu Severin, 2000;
-Spune, spune, moș bătrân -folclor literar din Mehedinți, Ed. MJM, Craiova, 2003;
-Repere etnologice mehedințene, Ed. MJM, Craiova, 2006;
-Tezaur folcloric „Izvorașul”. Balade și cântece din Mehedinți -folclor literar, Editura Prier, Drobeta Turnu Severin, 2008;
-Nunta în Mehedinți, Ed. Fundației „Scrisul Românesc”, Craiova, 2010;
-Liliac de la Ponoare, în colaborare cu Pavel Ciobanu și Ilie Mărțuică, C.J.C.P. Mehedinți, Drobeta Turnu Severin, 2000;
-Momârlanii din Valea Jiului. - Album etnografic (în colaborare cu Dumitru Gălățan- Jieț), Editura Autograf MJM, Craiova, 2008;
-Interferențe eco și etnoculturale transfrontaliere, România-Serbia - Album didactic (în colaborare cu colectivul Muzeului „Porțile de Fier”), Drobeta Turnu Severin, 2008;
-Coridorul verde al Dunării - (în colaborare cu colectivul Muzeului „Porțile de Fier”), Drobeta Turnu Severin, 2008,
-I.C.Chițimia-Studii și articole de folclor și folcloristică, Centrul Cultural „Nichita Stănescu”, Drobeta Turnu Severin, 2010 (ediție alcătuită în colaborare cu Iordan Datcu).

## Premii
-Premiul Uniunii Scriitorilor – Filiala Craiova, în 9 septembrie 2000, pentru piesa de teatru „Cetatea interzisă” ediție bilingvă română-franceză, Inspectoratul pentru Cultură Mehedinți, 1999;
-Premiul „Eminescu” pentru literatură - la Festivalul Internațional de poezie „Mihai Eminescu”, ediție a XI-a, Drobeta Turnu-Severin, Orșova, 14-15 ianuarie 2001; 
-Premiul Uniunii Scriitorilor – Filiala Craiova, decembrie 2002, pentru piesa de teatru „A Doua Venire” ediție bilingvă română-engleză, Ed. Radical, 2001;
- Premiul pentru volumul „Ultimul refugiu” (povestiri montane), Ed. Prier, Drobeta Turnu Severin, 2007 - la Festivalul Național de Literatură „Sensul iubirii”, ediția a XII-a, Drobeta Turnu Severin, 2007;
-Diploma de excelență pentru revista „Răstimp”, - la 10 ani de apariție neîntreruptă, Festivalul Național de Literatură „Sensul iubirii”, ed. A XII-a, Drobeta Turnu Severin, 2007;
- Premiul „Eminescu” pentru literatură - la Festivalul Internațional de poezie „Mihai Eminescu”, ediție a XVII-a, Drobeta Turnu-Severin, Orșova, 14-15 ianuarie 2008;
-Premiul „Cartea Anului” - pentru volumul Transfug la Orșova, Editura Prier, Drobeta Turnu Severin, 2008, la Târgul Național de Toamnă al cărții, ediția a IX-a, Drobeta Turnu Severin, 7.XI.2008;
-Premiul De Excelență acordat de Primăria Drobeta Turnu  Severin în 10 decembrie 2010 - pentru întreaga activitate în cultură.